# Samoana abbreviata
Samoana abbreviata е вид коремоного от семейство Partulidae. Видът е критично застрашен от изчезване.

## Разпространение
Разпространен е в Американска Самоа.